# 4차원

회전하는 사차원 초입방체를 삼차원에 영사한 애니메이션의 모습.

4차원에서 보이는 것.

4차원 실변수 유클리드 공간에서 그린 삼변수함수의 그래프(보라색이 삼변수함수의 그래프이다)

4차원(四次元, 영어: four dimension)은 차원이 4인 것을 가리킨다. 4개의 차원이 있는 공간을 4차원 공간(四次元空間, 영어: four- dimensional space, 4D)이라고 부른다. 또한 여기서 말하는 공간은 물리적 공간에는 없다. 수학에서 유클리드 공간을 비롯해 벡터 공간과 다양체 등 차원을 생각할 수 있는 공간은 다양하다. 일반적인 문장 표현에서 상황이 복잡하게 얽혀 각각의 관계성을 파악하기 힘든 모습을 가리켜 '4차원적인 관계'라고 형용할 수 있다.

## 4차원이란
어떤 집합 S의 한 점을 지정하는데 다른 4개의 집합에서 하나를 선택할 필요가 있을 때 S는 4차원이라고 한다. 4차원 유클리드 공간을 물리적 공간에 대한 묘사에서 살펴보면 다음과 같다. 2차원(면)은 1차원(선)을 그것과 독립적인 방향으로 정렬된 것이며 3차원(입체)은 2차원의 대상(면)을 한 것이기 때문에 4차원은 3차원의 대상(입체)을 그것과 독립적인 방향(시각에 의한 지각은 불가능)으로 정렬된 것으로 생각된다. 4번째 방향으로 공간 대신 시간 축을 취하면 3차원의 대상을 연속 이동할 때의 궤적을 4차원으로 생각할 수도 있고 독립적인 4번째 방향으로 축을 취하면 그것도 4차원으로 생각할 수도 있다.

## 4차원 도형의 예
- 정오포체
- 정팔포체
- 정십육포체

## 4차원의 예
가까운 4차원에는 다음과 같은 것이 있다.
- 이 우주는 3차원(물리) 공간과 1차원 시간으로 이루어진 사차원 시공(민코프스키 시공)이다.
- 4원수는 4차원 실공간상의 점으로 표시된다.
- 4차원 도형(정팔포체,정오포체 등)

## 4차원의 성질
4차원에는 다음과 같은 성질이 있다.
- 유클리드 공간에 이종 미분 구조가 있는 유일한 차원이다(도널드슨의 정리)
- 2차원 구면의 반대가 (자체 교차 없이)있다.
- 4차원을 2차원으로 나타내는 것은 3차원을 1차원으로 나타내는 것과 같다. 지금 이 페이지는 2차원 평면이므로 여기에 4차원을 정확히 그리기는 힘들지만 4차원의 성질로 유추해 봐야 한다.
- 다음 표에서 4차원은 '공간 3차원 + 시간 1차원' 이 아닌 '공간 4차원'으로 본다.

| 차원               | 0차원 | 1차원 | 2차원 | 3차원 | 4차원        |
| ------------------ | ----- | ----- | ----- | ----- | ------------ |
| 입방체 모양        | 점    | 선    | 면    | 블럭  | 4차원 입방체 |
| 점(0차원)의 개수   | 1     | 2     | 4     | 8     | 16           |
| 선(1차원)의 개수   | 0     | 1     | 4     | 12    | 32           |
| 면(2차원)의 개수   | 0     | 0     | 1     | 6     | 24           |
| 공간(3차원)의 개수 | 0     | 0     | 0     | 1     | 8            |
| 4차원의 개수       | 0     | 0     | 0     | 0     | 1            |

## 물리학에서의 4차원
특수 상대성이론에 근거한 현대의 표준적인 역학, 전자기학, 양자장론은 공간 3차원, 시간 1차원의 민코프스키 시공에 의해 설명된다. 특수 상대성이론을 중력을 기술하도록 확장한 일반 상대성이론은 이 4차원 시공에 '곡선'을 도입하여 기술한다. 이처럼 현대 물리학의 기본 틀에서는, 우리가 존재하는 이 시공은 '공간 3차원 + 시간 1차원'의 4차원으로 취급한다. 물리학에서 말하는 4차원 시공간은 수학에서 말하는 4차원 유클리드 좌표 공간과는 다르다.

## 픽션에서의 4차원
픽션 작품에서는 '시간을 4번째의 차원으로 한다'는 설정이 많이 존재한다. H. G. 웰스의 소설 『타임머신』이나 '시간은 4번째의 차원이다.'라는 이론이 작중에 등장한다.

## 참고 문헌
- 오가사 에이시 『4차원 이상의 공간이 보인다』 (베레 출판, ISBN 978-4860641184) - 초보자를 위한 입문서

## 같이 보기
- 대형 강입자 충돌기 (LHC)